# 暗淡蓝点：展望人类的太空家园

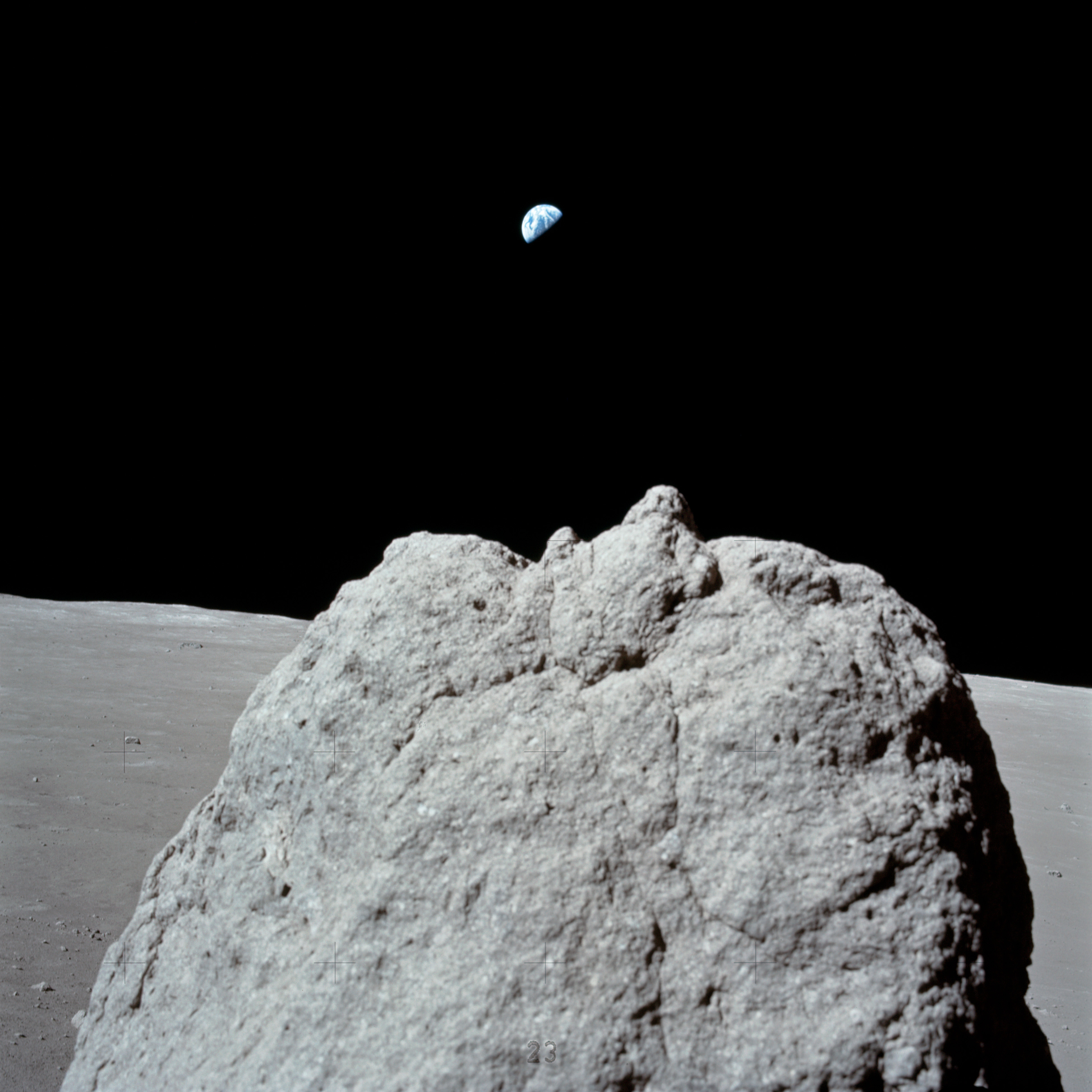
月球拍攝的地球

《預約新宇宙：為人類尋找新天地》（Pale Blue Dot: A Vision of the Human Future in Space）是一本出版於1994年由卡爾·薩根所著的一本非虛構作品。本作品是《宇宙：個人的旅程》的續集，以及薩根依據從航海家1號拍下“暗淡藍點”照片所獲得的啟示而寫成的作品。

## 內容簡述
書中薩根結合不同的思想，以書籍出版當時已知有關太陽系的資料去描述有關人類置身於宇宙的位置。他亦詳細闡述了他對未來人類的目光。
在書的第一部分探討了在過往歷史裡，一些認為地球及人類是獨特的主張。薩根對地心說或者以地球為中心的想法續存作了兩個主張：人類為自己的存在感到驕傲，以及受到了異見者會遭受折磨的威脅，特別處於西班牙宗教裁判所時代。但他亦承認（直至幾百年前為止）用以証明地球圍繞太陽運行的科學工具不夠準確去量度諸如視差等現象，才使得古代天文學家無法證明地心說是錯誤的。
解釋過當我們知道了原來我們不是宇宙的中心而學會了謙卑之後，薩根就著手探討整個太陽系。他首先解釋了航海家計畫，因為他本身是參與該計劃的科學家之一。他形容了著手於遠方行星的微弱光線時的困難，以及因兩台太空船年老而困擾產生技術上及電腦上的問題。其後他審視了每個主要行星及其衛星，包括土衛六、海衛一及天衛五，集中在這些太陽系前方成員關於生命存在的可能性。 
薩根指出研究其他行星提供了了解地球的背景，以保護它免受環境災害。他覺得美國國家航太總署在阿波羅計畫完成後就撤銷了人類前往月球的所有任務是一個短視的決定，縱然那是因為高昂成本以及對美國人民來說熱度已大不如前，但他認為未來對太空的探索應該集中於如何保護地球。這本書於蘇梅克-李維9號彗星撞擊木星後一年出版，他以這件事突出了足以為地球帶來持續性傷害的周期性隕石及彗星對地球的危險，他說人類需要一個政治上的決心去追蹤大型的外太空物體，不然反而會賠上一切而涉險。他又指出為了拯救人類的進程應該採納太空移民及地球化。
在書的末段，薩根夫人安·德鲁彦挑戰讀者試著從書中的照片中挑一顆星球的點出來，並想像那裡的居民同樣以為這個宇宙是為他們而設的，她與她丈夫薩根一樣認為人類並非如他們所想般那麼重要。
本書的第一版還包括了一個插圖及照片列表，主要來自美國國家航太總署。